# إتش إم إس تربن
إتش إم إس تربن (رقم الراية پي 354) كانت غواصة بريطانية ضمن المجموعة الثالثة من الفئة تي التي تتبع للبحرية الملكية، دخلت الخدمة في الأشهر القليلة الماضية من الحرب العالمية الثانية. وتُعد إلى اليوم الغواصة الوحيدة في البحرية الملكية التي تحمل اسم تربن. قبل بيعها لإسرائيل في 1965 وتكليفها بالخدمة في البحرية الإسرائيلية تحت اسم آخي ليفياتان.

## بنائها
وُضعت تربن في حوض تشاتم في 24 مايو 1943، وأُطلقت في 5 أغسطس 1944 ودُشنت في 18 ديسمبر 1944 (على الرغم من أنها كانت قد دُشنت بالفعل في 1 أكتوبر من ذلك العام). كانت تربن عبارة عن غواصة من المجموعة 3 من الفئة تي، المبنية باللحام بالكامل.

## خدمتها

### في البحرية الملكية
خرجت جميع غواصات المجموعة 1 والمجموعة 2 المتبقية من الفئة تي من الخدمة في نهاية الحرب، بينما احتفظت البحرية الملكية بالمجموعة 3 (التي كانت من البناء الملحوم بدلاً من المبرشم) وزودتها بصواري غطس. تمركزت تربن داخل الدائرة القطبية الشمالية في مهمة تجسس في 1955، للتنصت على نطاقات تردد محددة للرادارات السوفيتية. فجأة، لاحظ اختصاصي الاستخبارات الإلكترونية إشارة غير عادية جاءت من رادار قصير المدى للغاية. سجل المشغل أنهم كانوا على وشك الاصطدام بسفينة سطحية تابعة للبحرية السوفيتية، وصدر أمر بالغطس السريع. غاصت تربن تحت خط ماء بارد مما مكنها من تجنب السونار السوفيتي والهروب.
اشترت البحرية الإسرائيلية تربن في 1965، وأطلقت عليها اسم ليفياتان، وهو وحش بحري ذُكر في التوراة.

### في البحرية الإسرائيلية
اشترت البحرية الإسرائيلية ثلاث غواصات من الفئة تي هي إتش إم إس طوطم وإتش إم إس ترنشن وإتش إم إس تربن والتي أطلقت عليها اسم ليفياتان. وانضمت إلى سلاح البحرية الإسرائيلي في 1967 وظلت في الخدمة حتى تفككت للخردة في نهاية المطاف في 1978.

## إرثها
أُطلقّ اسمها على غواصة من فئة دولفين تخدم في البحرية الإسرائيلية منذ 1999.